# N (kana)
ん în hiragana sau ン în katakana, (romanizat ca n sau m) este un kana în limba japoneză care reprezintă o moră. Este singurul kana care nu se termină cu un sunet de vocal. Caracterul hiragana este scris cu o singură linie, iar caracterul katakana cu două linii.
ん / ン nu este doar singurul kana care nu se termină cu un sunet de vocal, ci și singurul kana care nu stă la început unui cuvânt, cu excepția de niște cuvinte străine, precum ンゴロンゴロ (Ngorongoro).
Caracterul ん provine de caracterul kanji 无, iar ン provine de 尓.

## Pronunție
Pronunția de kana ん și ン depinde de sunetele de care este înconjurată:
- pronunție în japoneză [n] (înainte t, d , ch, j, ts, n, r și z )
- pronunție în japoneză [m] (înainte m, p și b )
- pronunție în japoneză [ŋ] (înainte k și g)
- pronunție în japoneză [ɴ] (la sfârșit unui cuvânt)
- pronunție în japoneză [ũ͍] (înainte vocale, palatale approximante (y), consoanele h, f, s, sh și w)
- pronunție în japoneză [ĩ] (după vocala i dacă altă vocală, palatal approximant sau consoană f, s, sh, h or w urmează.)

## Folosire în limba ainu
În limba ainu, katakana ン se folosește ca și minusculul de katakana ㇴ ca 'n' final.

## Forme
| Formă                         | Rōmaji | Hiragana  | Katakana  |
| ----------------------------- | ------ | --------- | --------- |
| Fără semne diacritice: n (ん) | n      | ん        | ン        |
| Fără semne diacritice: n (ん) | nn nh  | んん んー | ンン ンー |

| \| Rōmaji \| Hiragana \| Katakana \| Cuvinte exemplare \| \| ------ \| ----------- \| ----------- \| ------------------------------------------------------------ \| \| Nwa \| んわ \| ンワ \| Nwankwo Kano (ンワンクウォ・カヌ Nwankuwo Kanu) \| \| Nwi \| んうぃ/んゐ \| ンウィ/ンヰ \| Nwisd (ンウィスド Nwisudo) \| \| Nwe \| んうぇ/んゑ \| ンウェ/ンヱ \| Nwenaing (ンウェナイング Nwenaingu) \| \| Nwo \| んうぉ/んを \| ンウォ/ンヲ \| Nwoya District (ンウォヤ・ディストリクト Nwoya Disutorikuto) \| |             |             |                                                              |
| Rōmaji | Hiragana    | Katakana    | Cuvinte exemplare                                            |
| Nwa | んわ        | ンワ        | Nwankwo Kano (ンワンクウォ・カヌ Nwankuwo Kanu)              |
| Nwi | んうぃ/んゐ | ンウィ/ンヰ | Nwisd (ンウィスド Nwisudo)                                   |
| Nwe | んうぇ/んゑ | ンウェ/ンヱ | Nwenaing (ンウェナイング Nwenaingu)                          |
| Nwo | んうぉ/んを | ンウォ/ンヲ | Nwoya District (ンウォヤ・ディストリクト Nwoya Disutorikuto) |

## Ordinea corectă de scriere
|                                      |
| Ordinea corectă de scriere pentru ん |

|                                      |
| Ordinea corectă de scriere pentru ン |

## Alte metode de scriere
- Braille:

| －－ －・ ・・ |

- Codul Morse: ・－・－・